# Laggies
Laggies är en amerikansk dramafilm från 2014 som är regisserad av Lynn Shelton.

## Handling
När 28-åriga Megan (Keira Knightley) besöker sin high school-återträff, inser hon att mycket lite har förändrats i hennes liv. Hon bor fortfarande med sin pojkvän från high school, Anthony (Mark Webber), och jobbar för sin fars bokföringsbyrå. När hennes pojkvän ska fria, får hon panik, kör iväg och stöter på den 16-åriga Annika (Chloë Grace Moretz). Annika övertalar Megan att köpa alkohol till henne och hennes vänner och Megan hänger med dem för resten av natten. Efteråt inser hon att hon måste ta en vecka ledigt från sitt liv men ljuger för sin pojkvän och säger att hon ska på ett ekonomiskt seminarium. Megan går istället till Annikas hus och tillbringar tid där och träffar även Annikas attraktive, ensamstående far, Craig (Sam Rockwell).

## Om filmen
Laggies visades i Kanal 11 i oktober 2019 och i Kanal 5 i juli 2020.

## Karaktärer
- Keira Knightley – Megan
- Chloë Grace Moretz – Annika
- Sam Rockwell – Craig
- Mark Webber – Anthony
- Kaitlyn Dever – Misty

## Produktion
Innan Keira Knightley fick huvudrollen, skulle Anne Hathaway spelat rollen som Megan men hon lämnade projektet på grund av tidsbrist.